# Hinkelien Schreuder
Hinkelien Schreuder, född 13 februari 1984 i Goor, är en nederländsk simmare.
Schreuder blev olympisk guldmedaljör på 4 × 100 meter frisim vid sommarspelen 2008 i Peking.